# Sachswitz
Sachswitz ist ein Ort des Stadtteils Sachswitz/Dölau/Rothenthal der Stadt Greiz im Landkreis Greiz in Thüringen. Er wurde am 1. April 1922 nach Dölau eingemeindet, mit dem er am 1. Oktober 1922 zur Stadt Greiz kam. Der einst sächsische Anteil von Sachswitz wurde im Rahmen eines Gebietsaustauschs im Jahr 1928 mit dem thüringischen Anteil von Sachswitz vereinigt.

## Geographie

Lage von Sachswitz in der Stadt Greiz

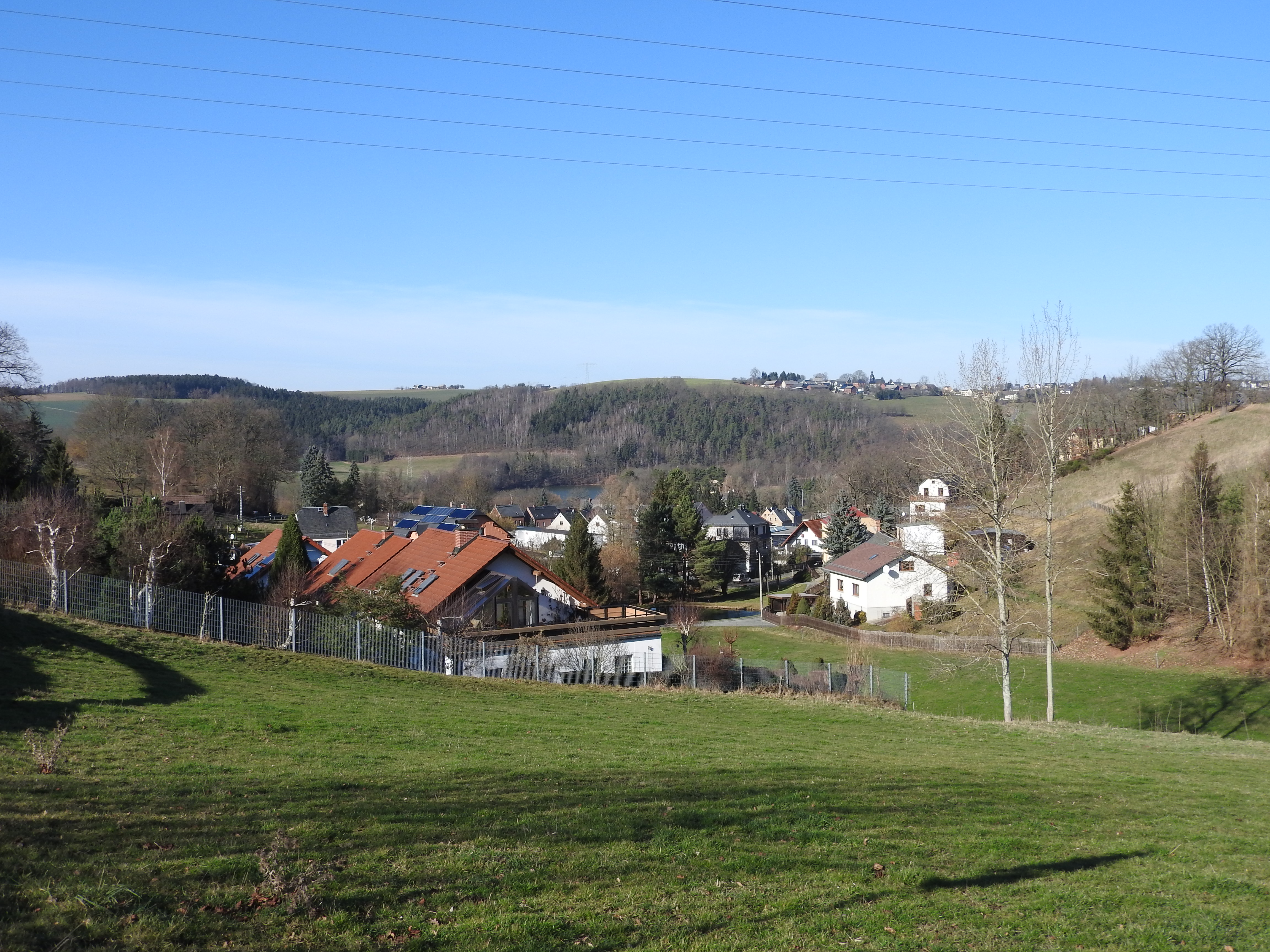
Blick auf den Ort

### Geographische Lage und Verkehr
Sachswitz liegt in der südlichen Aue des Flusses Weiße Elster in Greiz und gegenüber dem Stausee Greiz-Dölau. Er ist der südlichste der drei Ortsteile des Stadtteils Sachswitz/Dölau/Rothenthal. Im Westen, Süden und Osten ist die Flurgrenze von Sachswitz gleichzeitig Landesgrenze zu Sachsen. Nur im Norden schließt sich mit dem Nachbarort Dölau thüringisches Gebiet an. Sachswitz befindet sich im Osten des Naturraumes Vogtland (Mittelvogtländisches Kuppenland) im thüringischen Teil des historischen Vogtlands.
Sachswitz liegt an der Bundesstraße 92. In der Ortsflur mündet in diese die Landesstraße 1296 ein. Die Bahnstrecke Gera Süd–Weischlitz führt durch Sachswitz ohne Halt. Bahnstationen befinden sich in den Nachbarorten Elsterberg und Greiz-Dölau.

### Nachbarorte
| Caselwitz  | Dölau                                       |           |
| Noßwitz    | Kompassrose, die auf Nachbargemeinden zeigt | Kleingera |
| Elsterberg |                                             | Coschütz  |

## Geschichte
Am 27. Februar 1380 wurde das Platzdorf Sachswitz erstmals urkundlich erwähnt. Es gehörte ursprünglich zur Herrschaft Elsterberg, die als Folge des Vogtländischen Krieges von 1354–57 von den Lobdeburgern unter die Lehenshoheit der Wettiner kam. Erst nach dem Schmalkaldischen Krieg (1546 bis 1547) kam Sachswitz mit Ausnahme des sogenannten „Gotteshausguts“ und mehreren, nicht zusammenhängenden Parzellen zu Reuß.
Sachswitz (reußischer Anteil) gehörte in der Folge zur reußischen Herrschaft Greiz, ab 1564 zu Reuß-Untergreiz, ab 1583 zur Zweigherrschaft Dölau und ab 1616 zu Reuß älterer Linie (Fürstentum seit 1778), Unterlinie Reuß-Dölau, ab 1636 zu Reuß-Burgk, ab 1643 zu Reuß-Obergreiz und 1694 zu Reuß-Dölau. Politisch wurde der Ort seit 1616 durch das Amt Dölau verwaltet, welches im Jahr 1698 aufgelöst und mit dem Amt Obergreiz vereinigt wurde. Seit 1812 war wieder das neu errichtete Amt Dölau für Sachswitz (reuß. Ant.) zuständig. Die Ämter Obergreiz, Untergreiz und Dölau wurden aufgrund einer landesherrlichen Verordnung vom 25. November 1854 mit Wirkung vom 1. März 1855 zum Justizamt Greiz vereinigt. Im Rahmen der Trennung der Rechtsprechung von der Verwaltung wurde am 1. Oktober 1868 ein Landratsamt in Greiz für das gesamte Fürstentum Reuß älterer Linie eingerichtet. Nach der Novemberrevolution 1918 gehörte Sachswitz (reuß. Ant.) zum Freistaat Reuß ä. L., der sich aber schon 1919 mit dem Freistaat Reuß j. L. zum Volksstaat Reuß mit der Hauptstadt Gera vereinigte, welcher wiederum 1920 im Land Thüringen aufging. Sachswitz gehörte seit 1919 zum Bezirksverband Greiz, der aus dem Landratsamt Greiz in veränderter Abgrenzung hervorging. Nachdem 1920 das neue Land Thüringen gegründet worden war, kam es 1922 zu einer umfassenden Gebietsreform. Der thüringische Anteil von Sachswitz wurde am 1. April 1922 nach Dölau eingemeindet, mit dem er am 1. Oktober 1922 zur nun kreisfreien Stadt Greiz kam.
Sachswitz (sächsischer Anteil) bestand aus dem Gotteshausgut und mehreren verstreut liegenden Parzellen. Bezüglich der Grundherrschaft gehörte er zum Rittergut Frankenhof in Elsterberg. Sachswitz (sächs. Ant.) unterstand bis 1856 dem kursächsischen bzw. königlich-sächsischen Amt Plauen. 1856 wurde der Ort dem Gerichtsamt Elsterberg und 1875 der Amtshauptmannschaft Plauen angegliedert. Sachswitz (sächs. Ant.) gehörte kommunal zunächst zu Noßwitz, bis es 1886 nach Elsterberg eingemeindet wurde. Im Jahr 1928 erfolgte ein Gebietsaustausch und eine Grenzbereinigung zwischen dem Freistaat Sachsen und dem Land Thüringen. Dadurch wurden die zu Sachsen gehörenden Splitterflächen von Sachswitz mit dem Gotteshausgut an Thüringen abgetreten und mit dem thüringischen Anteil vereinigt. Der Greizer Ortsteil Sachswitz erhielt dadurch eine zusammenhängende, vergrößerte Ortsflur. Bezüglich der kirchlichen Zugehörigkeit ist (Alt-)Sachswitz bis heute nach Elsterberg gepfarrt und gehört somit als Teil der Ev.-Luth. Kirchgemeinde Elsterberg zum Kirchenbezirk Vogtland der Evangelisch-Lutherischen Landeskirche Sachsens.
Bei der ersten Kreisreform in der DDR am 1. Juli 1950 verlor die Stadt Greiz ihre Kreisfreiheit und wurde in den Landkreis Greiz eingegliedert. Bei der Verwaltungsreform von 1952 in der DDR wurde das Land Thüringen aufgelöst und der Landkreis Greiz aufgeteilt, wodurch Sachswitz als Ortsteil von Greiz zum verkleinerten Kreis Greiz im Bezirk Gera kam. Dieser wurde ab 1990 als thüringischer Landkreis Greiz fortgeführt und durch die Kreisreform in Thüringen am 1. Juli 1994 zusammen mit dem Kreis Gera-Land zum neuen Landkreis Greiz fusioniert. Sachswitz gehört heute zum Stadtteil Sachswitz/Dölau/Rothenthal der Stadt Greiz.